# Fabrilo
Julio Aparici Pascual  (Valencia, 1866-ib., 30 de mayo de 1897), conocido popularmente como Fabrilo, fue un torero español fallecido a consecuencia de las heridas producidas por cornada recibida en la plaza de toros de Valencia.

## Carrera
Fabrilo nació en Valencia el 27 de febrero de 1866. Se presentó en Madrid como novillero el 27 de febrero de 1887. Tomó la alternativa en Valencia el 14 de octubre de 1888 teniendo como padrino a Antonio Carmona, el Gordito, enfrentándose a toros de la ganadería de Nandín. Confirmó la alternativa el 30 de mayo de 1889 con Frascuelo de padrino y Luis Mazzantini de padrino, con reses de la ganadería de Miura. Estuvo considerado como un torero valiente, pero poco talentoso. 
El 27 de mayo de 1897, en el albero de Valencia resultó gravemente herido por el toro Lengueto de la ganadería de Camará, tras la colocación de las banderillas. Murió a los tres días, el 30 de mayo.